# География на Есватини
Есватини е държава в Южна Африка, без излаз на море (до брега на Индийския океан са 87 km), разположена между 25°43′ и 27°19′ ю.ш. и 30°48′ и 32°08′ и.д. На изток Есватини граничи с Мозамбик (дължина на границата 105 km), а на юг, запад и север – с РЮА (470 km). Обща дължина на границите (в т.ч. сухоземни и речни) – 575 km. Простира се на 180 km от север на юг и на 135 km от запад на изток. В тези си граници Есватини заема площ от 17 364 km². Населението към 1.1.2018 г. възлиза на 1 136 000 души. Столица е град Мбабане.

## Релеф, полезни изкопаеми
Повърхността на Есватини представлява плато, понижаващо се на изток към крайбрежната равнина на Мозамбик с три стъпала с ширина от 20 до 70 – 80 km: Висок Велд (височина 1500 – 1000 m), Среден Велд (800 – 400 m) и Нисък Велд (300 – 150 m), ограничени от изток от планината Лебомбо (770 m). Най-високата точка на страната се намира във Висок Велд – връх Емблембе (1862 m), а най-ниската точка (43 m) на брега на река Мапуту, на границата с Мозамбик. В страната се разработват находища на асбест, желязна руда и каменни въглища.

## Климат, води
Климатът на страната е преходен от субтропичен към тропичен, с влажно лято. Средните месечни температури са от 12 – 15°С през зимата (юли) до 20 – 24°С през лятото (януари). Годишната сума на валежите варира от 500 – 700 mm на изток до 1200 – 1400 mm и повече на запад. Реките на Есватини са предимно с планински характер, с резки колебания на оттока, а на изток долините на много от тях са заблатени. Най-големите реки са Комати (480* km) на север и Мапуту (347* km) на юг.

## Растителност, животински свят
Растителността на запад е типична савана с акации и баобаби, а на места паркова савана. Тук има изкуствено залесени борови гори. На изток преобладават участъците с ксерофитни храсти. Животинският свят е типичен за африканската савана.